# Морський курорт
Морський курорт — місто, село або готель, що служить курортом і розташований на узбережжі. Якщо пляж є основним центром уваги туристів, його можна назвати пляжним курортом .

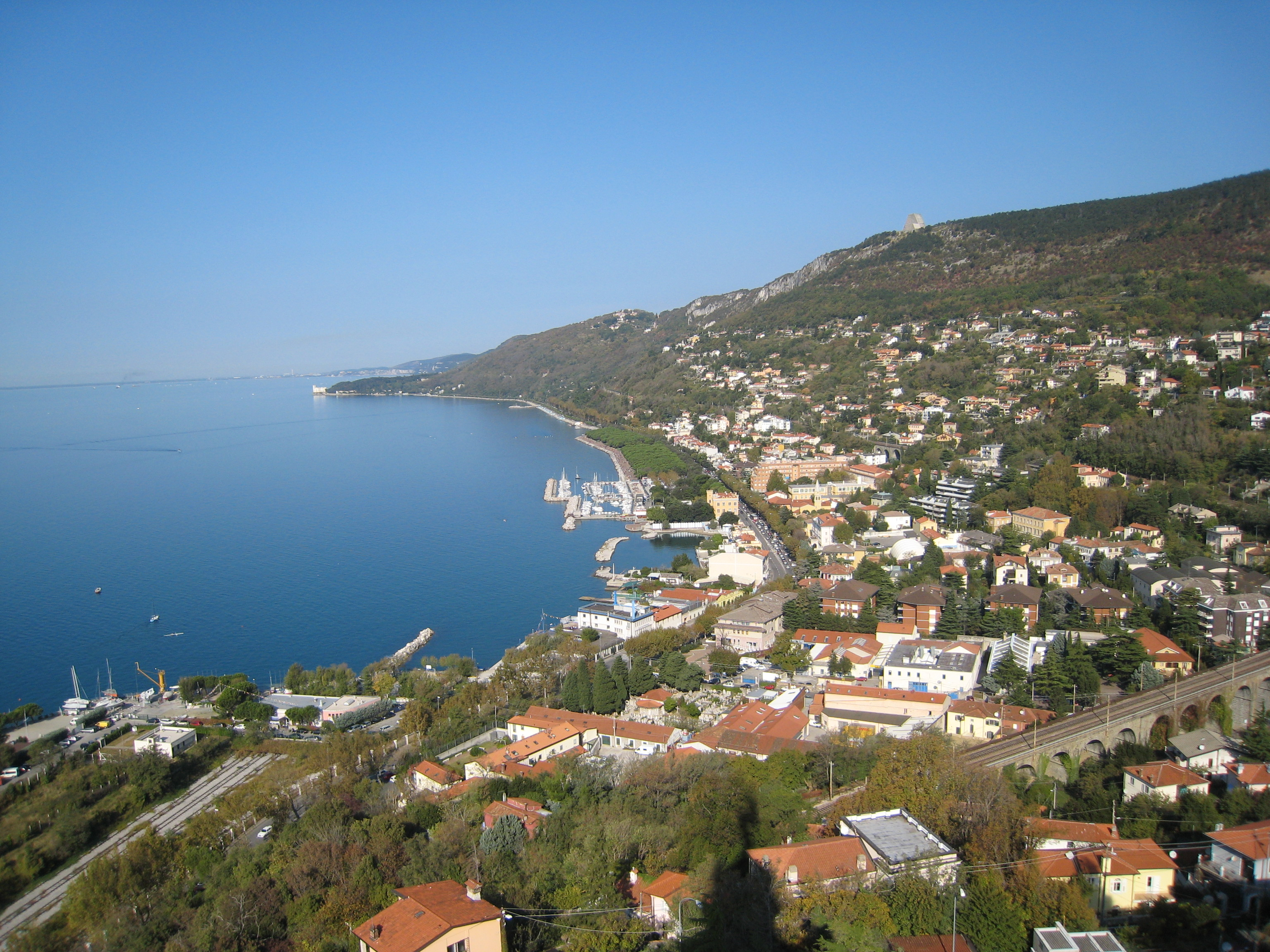

## Українські курорти
- Крим : Алупка, Алушта, Євпаторія, Феодосія, Форос, Гурзуф, Коктебель, Саки, Судак, Ялта
- Херсонська область : Скадовськ
- Миколаївська область : Очаків
- Одеська область : Одеса